# Gura Humorului
Gura Humorului (anteriormente Gura Homorului, en alemán y polaco Gura Humor, en yiddish - גורא הומאָרא Gura Humor) es una ciudad con estatus de oraș situada en el condado de Suceava, en el noreste de Rumanía, en la histórica región del sur de Bucovina.
En el censo de 2011, la ciudad tenía una población de 13.667 habitantes. Es el sexto centro urbano más grande de la provincia. En 2005, Gura Humorului se convirtió en complejo turístico. El Monasterio de Voroneț, monumento histórico, que data de 1488, se encuentra en el barrio Voroneț.

## Geografía
Gura Humorului está situada en la parte central del condado de Suceava. La ciudad debe su nombre a su ubicación en la desembocadura del río Humor en el río Moldova. Se encuentra a una altitud de 477 m s. n. m. a 445 km de la capital, Bucarest, siendo rodeada de laderas no demasiado altas y bosques de madera dura y blanda. El clima es continental templado con precipitación significativa. El lugar fue buscado, desde la segunda mitad del siglo XIX como centro de salud. La ciudad tiene dos estaciones de ferrocarril y está atravesada por la carretera europea E576 (DN17), y por la carretera comarcal 177.

## Demografía
Según estimación 2012 contaba con una población de 15 362 habitantes.
| 1948  | 1956  | 1966  | 1977   | 1992   | 2002   | 2012   |
| 4 573 | 7 216 | 9 081 | 13 235 | 16 629 | 15 656 | 15 362 |